# ريتشارد جيبسون (ملحن)
ريتشارد جيبسون هو ملحن كندي، ولد في 13 ديسمبر 1953 في تشارلوت تاون في كندا.

## روابط خارجية
- ريتشارد جيبسون على موقع IMDb (الإنجليزية)